# Klubbingman
Klubbingman, właśc. Tommy Schleh (ur. 10 grudnia 1964 w Neckarbischofsheim) – niemiecki DJ/Producent muzyki klubowej.

## Biografia[1]
Przygodę z muzyką klubową zaczął w wieku 17 lat (1981) gdy muzyka z gatunku trance, jak i techno były jeszcze mało znane. W 1990 roku wraz z Enrico Zablerem założył zespół Masterboy (później dołączyli Beatrice Obrecht, Frederick B. Williams oraz Linda Rocco). Muzyka tworzona przez nich była dobrze przyjmowana na całym świecie (10 milionów sprzedanych płyt oraz liczne nagrody). Od 2002 roku ma własne show Welcome To The Club w każdy wtorek od godziny 19 do 23 na radiu sunshine live. W czerwcu 2010 roku był to już 666 raz kiedy to właśnie Klubbingman prezentował swoje show. Wydaje również składanki o takiej samej nazwie jak show od 2004 roku. Posiada również własną wytwórnię Klubbstyle oraz Klubbhouse od 2009 roku.

## Dyskografia[2]

### Single
- Dreaming For A Better World (1998)
- Time Machine (2000)
- Welcome to the Club (2001)
- Open Your Mind (2002)
- Highway to the Sky (2002)
- No Limit (On The Beach) (2003)
- Magic Summer Night (2004)
- Love Message (2005)
- Revolution (We Call It) (2005)
- Ride On A White Train (Like A Hurricane) (2006)
- Never Stop This Feeling (2007)
- Another Day Another Night (2009)
- Are U Ready (2011)[3]

### Remiksy
- Masterboy – I Like To Like It (Klubbingman Remix)
- Topmodelz – L’Esperanza (Klubbingman Remix)
- Childhood – Where My Love Is (Klubbingman Remix)
- Da Rogue – Die Ankunft (Klubbingman Remix)
- Rocco – Everybody (Klubbingman Remix)
- DJ Shah – High (Klubbingman Remix)
- Master Blaster – Hypnotic Tango (Klubbingman Remix)
- Anaconda – I Need A Hero (Klubbingman Remix)
- 3-Force – It’s Real (Klubbingman Remix)
- Pedro Del Mar – The Mission (Klubbingman Remix)
- Alpha Team – Wheels 2002 (Klubbingman Remix)
- Double U Boys – Around My Dream (Klubbingman Remix)
- B In 9 – Babyblue (Klubbingman Remix)
- Future Mind – Big Fat Bass (Klubbingman Remix)
- TJ Feat. Eve D'Loren – Loops, God & Fire (Klubbingman Remix)
- The Shrink – White World Bright World (Klubbingman Remix)
- Dance United – Help Asia! (DJ Klubbingman vs. Andy Jay Powell Remix)
- Blue Nature – Love Or Die (Klubbingman Remix)
- A.J.P. – The Routes (Klubbingman Meets AJP Mix)
- Mike Nero – Outside World (Andy Jay Powell Joins DJ Klubbingman Mix)
- Cascada – Ready For Love (Klubbingman Remix)
- Lemond Pascal – The Shelter/Get Ready (Andy Jay Powell Joins DJ Klubbingman Remix)
- Savon – Break The Silence (DJ Klubbingman & Andy Jay Powell Mix)
- Ultra Feat. Ulli Brenner – Free 2007 (Klubbingman Remix)
- DJ Goldfinger – Keep Me Hanging On (Klubbingman Remix)
- Naksi vs. Brunner Feat. Marcie – Somewhere Over The Rainbow (Klubbingman Remix)
- Lazard – I Am Alive (Klubbingman Remix)
- Kevin Stomper – L.I.S.I. (Cc.K & DJ Klubbingman Remix)
- DJ Goldfinger – Love Journey Deluxe (Klubbingman Remix)
- Popper & DJ Styla – I Don’t Want To Miss A Thing (DJ Klubbingman Meets Andre Picar Remix)
- Jaybee – Shattered Dreams (Cc.K meets Klubbingman Remix)
- Bootleggerz – Worlds Collide (Cc.K meets Klubbingman Remix)
- Clubbticket – Your Hand To Touch Me (Klubbingman Remix)
- Doc Phatt – Heart Of Asia (DJ Klubbingman & Andre Picar Booty Remix)
- Silvershine – Sommarplaga (Klubbingman Remix)
- Love Unit – Jessie’s Song (Klubbingman vs. Clubbticket Remix)
- Love Unit – 2 Times 2k11 (Klubbingman vs Steve Buzz Remix)

### Projekty
- Adriano
- Cardenia
- Dance United
- DJ Comico
- Double U Boys
- Global Hardcore Source
- Jeff Barnes
- Joker Three
- Love Message
- Masterboy
- Masterboy Beat Production
- Mediteria
- Phantomas
- Sunshine Live Inc.
- T. Mance
- TJ
- Youniverse